# Paracho de Verduzco
Paracho de Verduzco oder kurz Paracho ist eine mexikanische Stadt im Bundesstaat Michoacán mit etwa 25.000 Einwohnern. Die Stadt ist Verwaltungssitz des Municipio Paracho und seit dem Jahr 2020 als Pueblo Mágico anerkannt.

## Lage und Klima
Paracho liegt in den südwestlichen Hängen der Sierra Madre Occidental einer Höhe von etwa 2230 m. Die nächstgelegene Großstadt ist das ca. 40 km südlich gelegene Uruapan. Morelia, die Hauptstadt des Bundesstaates liegt ca. 120 km (Fahrtstrecke) östlich; bis nach Mexiko-Stadt sind es ca. 425 km. Das Klima ist gemäßigt bis warm; Regen (ca. 2500 mm/Jahr) fällt ganz überwiegend im Sommerhalbjahr.

## Bevölkerungsentwicklung
| Jahr      | 2000   | 2020   |
| Einwohner | 15.554 | 21.215 |

Der überwiegende Teil der Bevölkerung ist indianischer Abstammung; zahlreich sind auch Mestizen. Gesprochen wird jedoch zumeist Spanisch.

## Wirtschaft
Paracho ist das Zentrum des Baus von akustischen Saiteninstrumenten aller Art in Mexiko und so sind die Hauptstraßen der Stadt gesäumt von entsprechenden Werkstätten und Geschäften. Auch für die Herstellung von Möbeln ist die Stadt überregional bekannt.

## Geschichte
Über die vorkoloniale Geschichte des Ortes und seiner Bevölkerung ist nur wenig bekannt. Die Spanier kamen um das Jahr 1525 in die Region. Im Jahr 1862 erhielt der Ort die Stadtrechte (villa) und zu Ehren des Unabhängigkeitskämpfers (Insurgente) José Sixto Verduzco ihren Beinamen.

## Sehenswürdigkeiten
- Die Straßen der Stadt verlaufen rechtwinklig zueinander.
- Bedeutendste architektonische Sehenswürdigkeit der Stadt ist der Templo de San Jerónimo Arantza mit seinem riesigen Innenhof.
- Auch der Templo de Santiago Apostol de Nurio ist sehenswert.